# Autostrada D1 (Słowacja)
Autostrada D1 (słow. diaľnica D1) – autostrada na Słowacji.

## Historia
W pierwotnych projektach, z czasów Czechosłowacji, oznaczenie D1 miała nosić autostrada łącząca Pragę z Koszycami przez Brno i Trenczyn. W okresie socjalistycznej Czechosłowacji wybudowano 127 kilometrów oraz 7 kilometrów w półprofilu. Według obecnych planów słowackich autostrada D1 ma łączyć zachodnią i wschodnią część kraju, stanowiąc jego najważniejszą równoleżnikową (wschód-zachód) oś komunikacyjną. W szczególności ma łączyć dwa największe miasta kraju: Bratysławę i Koszyce. Autostrada D1 ma zastąpić dotychczasowe drogi krajowe: nr 61 (z Bratysławy do Bytčy), nr 18 (z Bytčy do Preszowa), nr 68 (z Preszowa do Koszyc) i nr 19 (z Koszyc do Użhorodu). Mają nią biec trasy europejskie E75 (na odcinku Bratysława – Żylina) i E50 (na odcinku Trenczyn – Użhorod).

## Przebieg
Autostrada D1 zaczyna się na skrzyżowaniu z autostradą D2 nieopodal dawnego słowacko-austriackiego przejścia granicznego Bratislava-Petržalka – Berg. Autostrada biegnie dalej doliną Wagu na północny wschód, łącząc największe miasta Słowacji: Bratysławę, Trnavę, Trenczyn, Považską Bystricę i Żylinę. W okolicy Ivanka pri Dunaji jest budowane skrzyżowanie D1 z autostradową obwodnicą Bratysławy D4. W węźle Hričovské Podhradie na południe od Żyliny (Dolný Hričov) D1 łączy się z autostradą D3. Dalej D1 biegnie na wschód przez Martin, Poprad i Preszów, a następnie na południowy wschód przez Koszyce i ma biec do Michalovce. Na projektowanym przejściu granicznym na Ukrainę w miejscowości Záhor (w powiecie Sobrance), praktycznie na przedmieściach Użhorodu, autostrada D1 ma się łączyć z ukraińską drogą magistralną M06.

## Odcinki
Planowana długość autostrady D1 ma wynieść 512 km.
| Odcinek                       | Długość  | Lata budowy | Przewidywane otwarcie |
| ----------------------------- | -------- | ----------- | --------------------- |
| Bratysława – Lietavská Lúčka  | 198,3 km | 1972 – 2021 |                       |
| Lietavská Lúčka – Dubná Skala | 13,5 km  | 2014 –      | 12/2024               |
| Dubná Skala – Turany          | 13,5 km  | 2011 – 2015 |                       |
| Turany – Hubová               | 13,5 km  | 2025 –      |                       |
| Hubová – Ivachnová            | 14,9 km  | 2013 –      | 12/2024               |
| Ivachnová – Bidovce           | 184,1 km | 1973 – 2021 |                       |

W 2009 roku poszerzono autostradę do trzech pasów w każdym kierunku na odcinku Bratislava – Trnava o długości 36 km. Poszerzenie odbyło się kosztem pasa awaryjnego, co stwarza ryzyko wypadku w przypadku awarii pojazdu.